# دولنو بلوو
دولنو بلوو (به بلغاری: Dolno Belevo) یک منطقهٔ مسکونی در بلغارستان است که در شهرستان دیمیترووگراد واقع شده‌است.